# I liga urugwajska w piłce nożnej (1918)
- Mistrz Urugwaju 1918: CA Peñarol
- Wicemistrz Urugwaju 1918: Club Nacional de Football
- Spadek do drugiej ligi: Miramar Misiones
- Awans z drugiej ligi: Belgrano Montevideo

Mistrzostwa Urugwaju w roku 1918 były mistrzostwami rozgrywanymi według systemu, w którym wszystkie kluby rozgrywały ze sobą mecze każdy z każdym u siebie i na wyjeździe, a o tytule mistrza i dalszej kolejności decydowała końcowa tabela.

## Primera División

### Końcowa tabela sezonu 1918
| Poz | Klub                      | Mecze | Zw | Rem | Por | Pkt | BrZd | BrStr |
| --- | ------------------------- | ----- | -- | --- | --- | --- | ---- | ----- |
| 1   | CA Peñarol                | 18    | 15 | 2   | 1   | 32  | 43   | 5     |
| 2   | Club Nacional de Football | 18    | 14 | 2   | 2   | 30  | 52   | 9     |
| 3   | Universal Montevideo      | 18    | 8  | 7   | 3   | 23  | 25   | 16    |
| 4   | Dublín Montevideo         | 18    | 9  | 3   | 6   | 21  | 31   | 22    |
| 5   | Montevideo Wanderers      | 18    | 9  | 1   | 8   | 19  | 25   | 21    |
| 6   | Reformers Montevideo      | 18    | 5  | 6   | 7   | 16  | 9    | 22    |
| 7   | Central Montevideo        | 18    | 4  | 6   | 8   | 14  | 13   | 21    |
| 8   | River Plate FC Montevideo | 18    | 4  | 6   | 8   | 14  | 16   | 40    |
| 9   | Charley Montevideo        | 18    | 2  | 4   | 12  | 8   | 11   | 37    |
| 10  | Miramar Misiones          | 18    | 0  | 3   | 15  | 3   | 5    | 37    |